# 2008年苏里南空难
2008年苏里南空难发生于该年4月3日，一家苏里南蓝翼航空的安-28（注册编号 PZ-TSO
）在苏里南Benzdorp的拉瓦·安提诺机场降落时坠毁。 
机上的17名乘客和2名机组成员全部罹难。
事故大约发生在当地时间11:00（西三区，14:00 UTC）。媒体最初报道为飞机因跑道上停有一家安-28而放弃降落。

在复飞时因未达到足够的高度撞毁在附近的山上。

该班飞机在当地时间10:00于苏里南首都的佐格恩胡普机场起飞，
机上的乘客都供职于苏里南一家名为Telesur的电信公司。
在事故当天举行的发布会上，苏里南总统罗纳德·费内希恩表示政府要尽力改善该国大量的简易机场以避免类似事故的发生。

## 伤亡情况
飞行员索里亚尼·乔乌-维尔奎尔（Soeriani Jhauw-Verkuijl）是蓝翼航空执行官阿米查德·乔乌（Amichand Jhauw）的妻子，她的兄弟和同事目睹了这场空难。驾驶罗伯特·拉金来自Antecume Pata的一个六口之家，是法属圭亚那的公民。

荷兰国家警察派出了一队法医来协助确认罹难者身份。

该机构通过检验DNA鉴定出其中九名遇难者是苏里南人，另外十名无法通过DNA确认。

## 背景
安提诺（Antino）项目一位于一条自从1880年代便开始开采的富金矿带上。位于安提诺，每周一至周六有使用安-28的定期航线抵达的Lawa Antino Airstrip实际上是有着一条600米长的砂石跑道的简易机场。